# كيوهي أوتشيدا
كيوهي أوتشيدا (باليابانية: 内田 恭兵) من مواليد (5 نوفمبر عام 1992، في ميشيما في اليابان)؛ هو لاعب كرة قدم ياباني سابق كان يلعب كمدافع.

## وصلات خارجية
- كيوهي أوتشيدا على موقع رابطة كرة القدم اليابانية للمحترفين (اليابانية)
- كيوهي أوتشيدا على موقع قاعدة بيانات كرة القدم.إي يو (الإنجليزية)
- كيوهي أوتشيدا على موقع Soccerway.com (الإنجليزية)
- كيوهي أوتشيدا على موقع عالم كرة القدم.نت (الإنجليزية)